# If You’re Reading This It’s Too Late
If You’re Reading This It’s Too Late (в переводе с англ. — «Если вы читаете это, то уже слишком поздно») — четвёртый официальный микстейп канадского записывающегося артиста Дрейка. Был выпущен посредством iTunes Store без предварительного анонса 13 февраля 2015 года лейблами OVO Sound, Aspire Music Group, Young Money Entertainment, Cash Money Records и Republic Records. Считается за четвёртый студийный альбом исполнителя, хотя сам Дрейк и рассматривает проект как микстейп, так как был выпущен коммерчески его рекорд-лейблом.
Альбом дебютировал на первом месте в американском чарте Billboard 200 с 495 000 проданными копиями за три дня и 40 000 онлайн-стримингами, а также возглавил свой родной Canadian Albums Chart после продажи 37 000 единиц по завершении трекинг-недели.

## Создание
В июле 2014-го Дрейк объявил, что свой четвёртый студийный альбом он хотел бы назвать Views from the 6, хотя пока и не приступил к его записи. В ноябре 2014-го в ходе интервью баскетболист из «Торонто Рэпторс» Демар Дерозан упомянул, что Дрейк намеревается выпустить микстейп в январе 2015 года. 12 февраля 2015 года Дрейк выпустил короткометражный фильм под названием Jungle. В этом видео были сниппеты песен «Know Yourself» и «Jungle», намекавшие, что Дрейк планирует выпускать новую музыку.
В ходе интервью с HipHopDX основатель DatPiff Кайл Райлли раскрыл такой момент, что If You’re Reading This It’s Too Late планировался выпускаться для свободного скачивания на платформе DatPiff, а хостом должен был заниматься DJ Drama, пока не вмешался Cash Money Records. Из-за того, что релиз состоялся посредством iTunes, согласно авторским правам, он считается четвёртым студийным альбомом для Cash Money Records и, тем самым, признаётся как альбом Cash Money. Одновременно с этим Young Money признаёт его в качестве второго мини-альбома Дрейка, в то время как Republic до сих пор не признаёт его официальным релизом под их лейблом. Так как микстейпы бесплатны, некоторых смущают веб-сайты, на которых релиз помечен как «коммерческий микстейп».

## Релиз
12 февраля 2015 года альбом был твитнут в качестве ссылки в iTunes в Твиттере Дрейка. Также он был загружен на официальный аккаунт OVO Sound в SoundCloud, но вскоре был удалён. Ни Дрейк, ни его публицисты не прокомментировали, почему альбом был выпущен в таком формате. Его релиз состоялся 13 февраля в iTunes Store лейблами OVO Sound, Aspire Music Group, Young Money Entertainment, Cash Money Records и Republic Records.
В своём аккаунте в Instagram Дрейк намекнул на chopped-not-slopped-версию альбома, озаглавленную не иначе как If You’re Choppin' This It’s Too Late, хост — OG Ron C.

## Отзывы критиков
| Совокупная оценка    | Совокупная оценка |
| Источник             | Оценка            |
| -------------------- | ----------------- |
| Metacritic           | 78/100            |
| Оценки критиков      |                   |
| Источник             | Оценка            |
| AllMusic             | [ 20 ]            |
| The A.V. Club        | B-                |
| Consequence of Sound | B+                |
| Exclaim!             | 8/10              |
| The Guardian         | [ 24 ]            |
| Los Angeles Times    | [ 25 ]            |
| Pitchfork            | 8.3/10            |
| Rolling Stone        | [ 27 ]            |
| Spin                 | 7/10              |
| The Telegraph        | [ 29 ]            |

После своего релиза If You’re Reading This It’s Too Late получил в целом благоприятные отзывы от современных музыкальных критиков.
В Metacritic, который устанавливает нормированный рейтинг от 0 до 100 по отзывам от главных критиков, микстейп на основе 31 рецензии получил средний балл 78. Нил Маккормик из газеты The Telegraph сказал, что «Дрейк является одним из самых музыкально и лирично развитых пропонентов в своей выбранной среде, внося уровень развитой художественности и психологического самосознания в жанр, излишне часто полагающийся на громкие биты и бахвальство.» Эрик Заворски из журнала Exclaim! оценил музыкальную составляющую релиза, написав, что оно «упивается туманным гудением „звука Торонто“, что помогли обозначить 40 и Boi-1da из OVO, с предложениями от подающих надежды, как Wondagurl Брэмптона и Эрик Дингус PRIME, которые завершают его.» Пол Лестер из газеты The Guardian сказал, что «бывший ребёнок-телезвезда принимается за боевые действия посреди пулемётных огней, жалуясь на всех: от своих коллег до своей семьи; но убедителен он скорее как оригинальный грустный рэпер.» Саймон Возик-Левинсон из журнала Rolling Stone сказал, что «впервые за свою карьеру Дрейк не звучит так, словно он хочет запечатлеться в памяти как один из великих. На этот раз это просто он.»

## Коммерческий успех
If You’re Reading This It’s Too Late дебютировал на первом месте в Canadian Albums Chart с продажами в 37 000 копий за первую неделю. Также на первом месте альбом дебютировал в чарте Billboard 200 с продажами 535 000 копий в общей сложности, 495 000 из которых состояли из традиционных продаж целого альбома. Альбом стримился 17 300 000 раз на Spotify, побив собственный рекорд Дрейка, что тот осуществил за дебютную неделю Nothing Was the Same. Благодаря альбому Дрейк стал первым рэпером, достигшим вершины чарта Billboard́s Artist 100. На протяжении первых четырёх недель продаж альбом распродался в количестве 721 000 копий в Соединённых Штатах.

## Список композиций
| №                   | Название                                                | Автор(ы)                                                                                       | Продюсер(ы)                                        | Длительность |
| ------------------- | ------------------------------------------------------- | ---------------------------------------------------------------------------------------------- | -------------------------------------------------- | ------------ |
| 1.                  | «Legend»                                                | Обри Грэм Джарон Братуэйт Кью Миллер Стивен Гарретт [англ.] Бенджамин Буш [англ.] Тимоти Мосли | PartyNextDoor                                      | 4:57         |
| 2.                  | «Energy»                                                | Грэм Мэтью Сэмюэлс                                                                             | Boi-1da Оу-Би О’Брайен (co.)                       | 3:01         |
| 3.                  | «10 Bands»                                              | Грэм Миллер Сэмюэлс Адам Фини Ар Томас III                                                     | Boi-1da Sevn Thomas (co.)                          | 2:57         |
| 4.                  | «Know Yourself»                                         | Грэм Миллер Сэмюэлс Андерсон Эрнандес [англ.] Джошуа Скрагс                                    | Boi-1da Vinylz [англ.] (co.) Syk Sense (co.)       | 4:35         |
| 5.                  | «No Tellin’»                                            | Грэм Миллер Кенза Самир Сэмюэлс Фини Томми Пэкстон-Бисли                                       | Boi-1da Фрэнк Дьюкс (co.)                          | 5:10         |
| 6.                  | «Madonna»                                               | Грэм Ноа Шебиб [англ.] Гарретт Буш Мосли                                                       | Ноа «40» Шебиб                                     | 2:57         |
| 7.                  | «6 God»                                                 | Грэм Сэмюэлс Скрагс Уайз                                                                       | Boi-1da Syk Sense                                  | 3:00         |
| 8.                  | «Star67»                                                | Грэм Эй Оби И Ахмед Си Эссель Ди Смит Ди Леви Шебиб                                            | Vinylz Most High Amir Obe                          | 4:55         |
| 9.                  | «Preach» (при участии PartyNextDoor)                    | Грэм Братуэйт Алиша Оджелло-Кук Керри Бразерс-младший [англ.] Эдвин Янтунен Шебиб              | PartyNextDoor                                      | 3:57         |
| 10.                 | «Wednesday Night Interlude» (при участии PartyNextDoor) | Братуэйт Ekali                                                                                 | PartyNextDoor                                      | 3:32         |
| 11.                 | «Used To» (при участии Лила Уэйна)                      | Грэм Кайл Джей Фрэнсис Дуэйн Картер Миллер Самир Эбони Ошунринд Эм Джомбини                    | Wondagurl                                          | 4:28         |
| 12.                 | «6 Man»                                                 | Грэм Миллер Шебиб                                                                              | Ноа «40» Шебиб Daxz (co.)                          | 2:47         |
| 13.                 | «Now & Forever»                                         | Грэм Джи Филлипс Эрик Дингус [англ.]                                                           | Эрик Дингус Джимми Прайм                           | 4:41         |
| 14.                 | «Company» (при участии Трэвиса Скотта)                  | Грэм Жак Уэбстер Ошунринд                                                                      | Wondagurl TM88 Travi$ Scott                        | 4:12         |
| 15.                 | «You & the 6»                                           | Грэм Сэмюэлс Рамон Илбанга-младший [англ.] Шебиб Аллен Риттер [англ.]                          | Boi-1da Illmind [англ.] (co.) Ноа «40» Шебиб (co.) | 4:24         |
| 16.                 | «Jungle»                                                | Грэм Габриэль Гарсон-Монтано Самир Шебиб                                                       | Ноа «40» Шебиб                                     | 5:21         |
| 17.                 | «6PM in New York» (бонус-трек)                          | Грэм Самир Сэмюэлс Фини Томас III                                                              | Boi-1da Фрэнк Дьюкс (co.) Sevn Thomas (co.)        | 4:43         |
| Общая длительность: | Общая длительность:                                     | Общая длительность:                                                                            | Общая длительность:                                | 68:40        |

Указание семплов
- «Legend» и «Madonna» содержат семплы из песни «So Anxious[англ.]», сочинённой Тимом Мосли, Стивеном Гарреттом[англ.], Бенджамином Бушем[англ.] и исполненной Ginuwine[англ.]
- «Preach» содержит семплы из «Stay», сочинённой Эдвином Янтуненом, Алишей Киз, Керри Бразерсом-младшим[англ.], Обри Грэмом, Ноа Шебибом и исполненной Генри Кринклом
- «Wednesday Night Interlude» и «Preach» содержат отрывки из «Unfaith», исполненной Ekali
- «No Tellin’» содержит семплы из «No Talk», сочинённой и исполненной River Tiber[35]
- «6 Man» содержит интерполяцию из «You Got Me[англ.]», сочинённой Тариком Троттером[англ.], Амером Томпсоном, Скоттом Сторчем
- «Jungle» содержит семплы из «6 8», сочинённой и исполненной Габриэлем Гарсоном-Монтано
- «6 God» содержит семплы из «Haunted Chase» Дэвида Уайза

## Чарты
| Чарт (2015)                             | Высшая позиция |
| --------------------------------------- | -------------- |
| Австралия (ARIA)                        | 2              |
| Австрия (Ö3 Austria)                    | 20             |
| Бельгия/Фландрия (Ultratop)             | 31             |
| Бельгия/Валлония (Ultratop)             | 47             |
| Канада (Canadian Albums Chart)          | 1              |
| Дания (Hitlisten)                       | 6              |
| Нидерланды (Album Top 100)              | 15             |
| Финляндия (Suomen virallinen lista)     | 30             |
| Франция (SNEP)                          | 55             |
| Германия (Offizielle Top 100)           | 89             |
| Новая Зеландия (RMNZ)                   | 3              |
| Норвегия (VG-lista)                     | 14             |
| Швеция (Sverigetopplistan)              | 16             |
| Швейцария (Schweizer Hitparade)         | 7              |
| UK Albums (Official Charts Company)     | 3              |
| UK R&B Albums (Official Charts Company) | 1              |
| США (Billboard 200)                     | 1              |